# White Wall
White Wall est une série télévisée finno-suédoise de science-fiction dramatique. Elle a été co-créée par Aleksi Salmenperä, Mikko Pöllä et Roope Lehtinen.  La première saison a été créée sur SVT1 en Suède le 20 septembre 2020,.
Bien que l'histoire se déroule dans une ville minière fictive du nord de la Suède, site du plus grand dépôt de déchets nucléaires au monde, le lieu principal du tournage était la mine de Pyhäsalmi et ses environs à Pyhäjärvi , en Finlande.  White Wall est la série télévisée finlandaise la plus chère à ce jour (2019) avec un budget de 7 millions d'euros.

## Synopsis
Un mystérieux mur blanc a été découvert au plus profond de la plus grande décharge de déchets nucléaires du monde, dans le nord de la Suède. Constitué de matériaux inconnus, il suscite l'émoi de la petite communauté qui vit et travaille à proximité,.

## Distribution
- Aksel Hennie : Lars
- Vera Vitali : Helen
- Eero Milonoff : Atte
- Mattias Nordqvist : Magnus
- Ardalan Esmaili : Said
- Einar Bredefeldt : Oskar
- Anna Paavilainen : Astrid
- Staffan Göthe : Besse
- Karen Bryson : Gina
- Zacharias Boudstedt : Axel
- Elsa Wörmann : Nicola
- Rolf Degerlund : Henrik
- Mirja Turestedt : Anna
- Fabian Penje : Joakim
- Daniel Goldmann : Thomas
- Jonathan Silén : Jonas
- Editha Domingo : Li